# 大谷内一夫
大谷内 一夫（おおやうち かずお、1926年 - ）は、日本の航空評論家。

## 来歴
東京生まれ。学歴不詳。
PANA通信記者、日本AMF取締役、月刊誌「航空情報」「エアワールド」編集長、タイムライフ・ブックス日本支局顧問を歴任。
航空ジャーナリスト協会会員。 

## 著書
- 『飛行機は世界を変えた』（岩波ジュニア新書） 1990

### 共著
- 『ロボットのいろいろ』（横森周信共著、中西立太絵、偕成社、絵百科なぜとなに） 1970

## 翻訳
- 『電子戦争 恐るべき未来戦の実態』（ポール・ディクソン、時事通信社） 1980
- 『空の騎士たち』（エズラ・ボウイン、西山浅次郎共訳、タイムライフブックス、ライフ大空への挑戦） 1981
- 『はじめに気球ありき』（ドナルド・デール・ジャクソン、西山浅次郎共訳、タイムライフブックス、ライフ大空への挑戦） 1981
- 『黄色い雨 ある日、あなたを襲う化学戦の恐怖』（スターリング・シーグレイブ、小秋元龍共訳、原書房） 1983
- 『エアライン 世界を変えた航空業界』（アンソニー・サンプソン、早川書房） 1986
- 『ジャパニーズ・エア・パワー 米国戦略爆撃調査団報告 / 日本空軍の興亡』（米国戦略爆撃調査団、光人社） 1996
- 『モリソンの太平洋海戦史』（サミュエル・エリオット・モリソン、光人社） 2003

## 参考
- [ISBN　978-4-7698-1098-8]